# Fifty Lakes
Fifty Lakes és una població dels Estats Units a l'estat de Minnesota. Segons el cens del 2000 tenia 392 habitants.

## Demografia
Segons el cens del 2000, Fifty Lakes tenia 392 habitants, 194 habitatges, i 135 famílies. La densitat de població era de 5,2 habitants per km².
Dels 194 habitatges en un 13,4% hi vivien nens de menys de 18 anys, en un 64,9% hi vivien parelles casades, en un 2,1% dones solteres, i en un 30,4% no eren unitats familiars. En el 26,8% dels habitatges hi vivien persones soles el 12,4% de les quals corresponia a persones de 65 anys o més que vivien soles. El nombre mitjà de persones vivint en cada habitatge era de 2,02 i el nombre mitjà de persones que vivien en cada família era de 2,39.
Per edats la població es repartia de la següent manera: un 11,5% tenia menys de 18 anys, un 4,6% entre 18 i 24, un 16,1% entre 25 i 44, un 40,1% de 45 a 60 i un 27,8% 65 anys o més.
L'edat mediana era de 57 anys. Per cada 100 dones de 18 o més anys hi havia 107,8 homes.
La renda mediana per habitatge era de 34.773 $ i la renda mediana per família de 37.500 $. Els homes tenien una renda mediana de 48.125 $ mentre que les dones 23.000 $. La renda per capita de la població era de 23.575 $. Entorn del 2,9% de les famílies i el 3,9% de la població estaven per davall del llindar de pobresa.

## Poblacions més properes
El següent diagrama mostra les poblacions més properes.